# Oliver Proske
Oliver Proske (* 21. September 1971 in Johannesburg) ist ein deutscher Bühnenbildner, Industriedesigner, Ausstellungsdesigner, Produzent und Geschäftsführer. Gemeinsam mit seiner Lebensgefährtin Nicola Hümpel gründete er 1998 das freie Berliner Theaterensemble Nico and the Navigators.

## Leben
Oliver Proske, studierte Industrial Design an der Hochschule für bildende Künste Hamburg in der Klasse von    Dieter Rams und anschließend an der Universität der Künste Berlin.
Im Rahmen seiner theoretischen Diplomarbeit an der HFBK Hamburg entstand 2000 ein Freiform Atlas, der mathematische Überlegungen zur Freiformbemaßung testet, die beim Computer-aided styling eine Vergleichbarkeit von Formen ermöglichen.
Gemeinsam mit Nicola Hümpel gründete er 1998 am Bauhaus Dessau das Theaterensemble Nico and the Navigators, für das er seither alle 25 Bühnenbilder entworfen hat. Seit 1999 ist der Hauptsitz der Kompanie in Berlin. Oliver Proske ist zudem Geschäftsführer der seit 2007 institutionell vom Berliner Senat geförderten Kompanie und übernahm die Technische Leitung bei über 200 Gastspielen in mehr als 50 Städten weltweit.
Als artists in residence an den Berliner Sophiensælen entwickelte er mit der Kompanie 1999–2005 den Zyklus Menschenbilder. Die im Jahr 2000 für das Berliner Theatertreffen und den Friedrich-Luft-Preis nominierte Produktion Eggs on Earth verschaffte der Truppe ihren internationalen Durchbruch. Das Stück Wo Du nicht bist, mit Kompositionen von Franz Schubert, markierte 2006 den Einstieg ins Musiktheater. Gemeinsam mit europäischen Koproduzenten entstanden anschließend eine Reihe weiterer Musiktheaterproduktionen – unter anderem Anaesthesia mit Musik von Georg Friedrich Händel (2009) und Petite messe solennelle von Gioachino Rossini (2011). Diese alternierten mit Kooperationen von Nico and the Navigators mit der Oper Halle und den  Händel-Festspielen für Orlando (2010), der Deutschen Oper Berlin für Mahlermania (2012) und der Münchener Biennale in Zusammenarbeit mit dem Residenztheater für Die Befristeten (2014). Die Stunde da wir zu viel voneinander wussten wurde auf Kampnagel Hamburg 2015 uraufgeführt. Im Frühjahr 2016 entwickelte er das Bühnenbild für Philippe Boesmans Reigen in der Neuinszenierung von Nicola Hümpel an der Oper Stuttgart und 2017 für die Produktion Silent Songs into the wild am Palais des Beaux-Arts in Brüssel. Er gastierte mit Nico and the Navigators unter anderem bei den Wiener Festwochen, den Bregenzer Festspielen, dem Kunstfest Weimar, dem Moskauer Dom Muzyki, dem koreanischen UIMT Festival, der Pariser Opéra-Comique, dem Festival Nuits de Fourvière in Lyon, der Opéra de Dijon, der Opéra de Rouen sowie dem Grand Théâtre de Luxembourg.
Neben der Arbeit mit seiner Kompanie entwickelte er u. a. Bühnenbilder für die Produktion Der Protagonist – Bajazzo 2011 am Anhaltischen Theater, und für das Konzert für eine taube Seele 2012 am Puppentheater Halle. Des Weiteren konzipierte er verschiedene Ausstellungen – unter anderem Dinge der Welt (2008) in den Franckeschen Stiftungen zu Halle: Eine mediale Installation in Anlehnung an die 300 Jahre alte Wunderkammer im Rahmen von Theater der Welt und 2012 die Ausstellungsarchitektur für die Klangkunst-Installation Cicadas in Halle. Seine Gestaltungsansätze vermittelt er in Vorträgen und Workshops im In- und Ausland.
Oliver Proskes bekanntester Industriedesign-Entwurf ist die Leuchte Melampos. Sie wurde von 2001 bis 2007 von der Firma ClassiCon produziert.
2013 erschien über seine Arbeit mit der Kompanie der Bildband An der Erde hängt der Mensch und an ihm der Himmel beim Verlag Theater der Zeit. 2011 erhielt Oliver Proske gemeinsam mit Nicola Hümpel den Tabori Preis.

## Bühnenbilder
- 1998 Ich war auch schon einmal in Amerika
- 1999 Lucky Days, Fremder!
- 2000 Eggs on Earth[2]
- 2001 Lilli in Putgarden
- 2002 Der Fammileinrat
- 2003 Kain, Wenn & Aber
- 2004 HELden & KleinMUT
- 2006 Wo Du nicht bist[3]
- 2007 Niels Arms and Songs
- 2008 Obwohl ich dich kenne
- 2009 Anæsthesia[4]
- 2009 Ombra & Luce
- 2010 Orlando
- 2011 Cantatatanz
- 2011 Petite messe solennelle[5][6][7][8]
- 2012 Angels’ Share
- 2012 Mahlermania
- 2013 Shakespeare's Sonnets – Hate me when thou wilt
- 2014 Die Befristeten
- 2015 Die Stunde da wir zu viel voneinander wussten[9]
- 2016 Reigen[10][11][12]
- 2017 Silent Songs into the wild[13]
- 2017 Im Gegensatz zu dir
- 2018 Muss es sein? Ja, es muss sein!
- 2018 Die Zukunft von gestern[14][15]
- 2019 Niemand stirbt in der Mitte seines Lebens[16]
- 2019 Verrat der Bilder[17][18]
- 2020 Der Barbier von Sevilla[19][20][21]
- 2020 FAITH TO FACE - Puccinis Suor Angelica[22][23][24]
- 2020 Force & Freedom

## Ausstellungen
- 2008 Dinge der Welt[25]
- 2012 Cicadas[26][27]

## Produktdesign
- 2001 Leuchte Melampos bei ClassiCon